# Buttered eggs

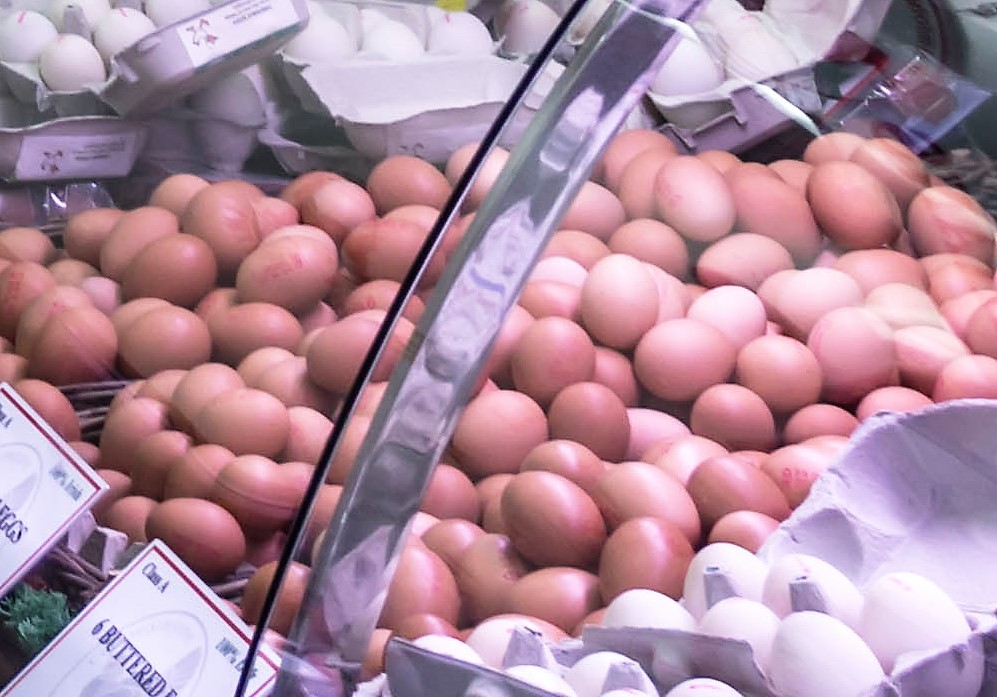
Buttered eggs (die glänzenden, braunen Eier im Vordergrund) auf dem English Market in Cork

Buttered eggs (englisch; deutsch „gebutterte Eier“) sind eine Speise der irischen Küche. Frisch gelegte Eier werden in den Handflächen mit Butter eingerieben. Die Butter zieht dabei schnell in die noch warme, poröse Eierschale ein. Nach dem Abkühlen wirkt die gehärtete, eingebutterte Schale als Barriere vor eindringender Luft und macht das Ei so bis zu sechs Monate haltbar. So konservierte Eier haben ein glänzendes Äußeres und einen buttrigen Geschmack.
Die Konservierungsmethode wurde entwickelt, um auch im Winter die Versorgung mit Eiern sicherzustellen, wenn die Henne am wenigsten Eier legt. Auch der religiöse Brauch, während der Fastenzeit keine Eier zu essen und diese für ein Festessen am Ostersonntag aufzubewahren, förderte diese Methode.
Während des Ersten und Zweiten Weltkriegs war die Nachfrage nach gebutterten Eiern besonders hoch, da frische Eier rationiert wurden und nur buttered eggs in ausreichender Zahl vorhanden waren.